# Zichy-kastély (Körösgégény)
A körösgégényi Zichy-kastély műemlék épület Romániában, Bihar megyében. A romániai műemlékek jegyzékében a  BH-II-m-B-01151 sorszámon szerepel.